# Wilson Hermosa González
 Wilson Hermosa González (1944, Capinota - 12 février 2008, Cochabamba) est un musicien et compositeur bolivien.
Avec ses frères Castel et Gonzalo et Edgar Villarroel, il fonde le 23 juin 1971 le groupe Los Kjarkas, plébiscité dans tout le pays et de renommée mondiale. 
La spécialité de Wilson Hermosa sont les instruments à cordes, en particulier le charango.